# تریچلا سیکورا
تریچلا سیکورا (به ایتالیایی: Torricella Sicura) یک کومونه در ایتالیا است که در استان تیرامو واقع شده‌است. تریچلا سیکورا ۵۴ کیلومتر مربع مساحت و ۲٬۷۲۴ نفر جمعیت دارد و ۴۳۷ متر بالاتر از سطح دریا واقع شده‌است.